# Jaroslav Pollert (1971)
Jaroslav Pollert (* 1. května 1971) je bývalý český reprezentant v kanoistice, mistr světa ve slalomu na divoké vodě v kategorii deblkánoi (C2) s Jaroslavem Pospíšilem. Na mistrovství světa získal čtyři zlaté medaile.
Pochází z rodiny Pollertů, kde jeho praděda Emil Pollert byl český operní pěvec, mistrem světa jeho otec Jaroslav Pollert, olympijským vítězem bratranec Lukáš Pollert a sestra Adéla Pollertová baletkou.